# 자기감시
자기감시(self-monitoring)는 마크 스나이더(Mark Snyder)가 1970년대에 도입한 개념으로 사회적 상황을 수용하기 위해 행동을 조절할 수 있는 능력으로 정의된다. 능력과 욕망에 따라 감정을 표현하는 통제의 차이가 자기 표현, 표면 행동, 비언어적 감정 표현을 얼마나 감시하는지와 직결된다. 높은 자기감시 능력의 사람들은 고의적이고 의식적으로 자신의 행동을 조정하며 자신의 공개적인 모습에 대해 적절하다는 의견을 보장받기 위해 청중을 더 면밀히 감시한다. 낮은 자기감시 능력의 사람들은 청중이나 다른 사람들의 반응에 대한 의식이 높지 않기 때문에 자신이 느끼는 그대로 행동한다.

## 역사적 맥락
1970년대 자기감시에 대한 개념이 도입되었을 때 두 가지 논의가 있었다.
성격에 관한 연구에 있어 특성과 상황 사이에서 사람들이 자신의 성격과 일관되게 행동하려는 경향이 있는지 혹은 사회적 상황에 맞게 즉각적으로 행동을 변경하는에 대한 대립이 바로 그것이다. 자기감시의 구조는 인간이 특성이나 상황에 의해 전적으로 영향을 받는다는 주장을 할 필요가 없기 때문에 이러한 논쟁에 대한 해답을 제시했다. 자기감시가 높은 사람들은 그들의 사회적 환경(상황)에 영향을 크게 받았고, 자기감시가 낮은 사람들은 개인 특성에 더 큰 영향을 받았다.
같은 시기 사회심리학에서 격렬하게 일어났던 논쟁은 행동 예측에 있어 태도가 중요한 역할을 하는지에 대한 여부였다. 자기감시의 구조는 이 논쟁에 대해서도 해결책을 제시했는데 그 이유는 자기감시가 낮은 사람들은 대체로 그들의 태도와 행동이 일치한다고 상정하기 때문이다. 반면 자기감시가 높은 사람들에게 태도는 행동을 예측하는 데 유용한 지표가 되지 못한다. 따라서 자기감시의 정도가 높은 사람들이 일반적으로 사회 심리의 상황을 중심으로 자신의 견해를 형성하고, 자기감시가 낮은 사람들은 전형적으로 개인 심리의 특성을 중심으로 견해를 가진다는 점에서 그러한 논쟁에 잘 들어 맞았다.

## 스나이더척도
1974년 마크 스나이더는 사람들이 가지고 있는 자기감시의 정도를 측정할 수 있는 25가지의 척도를 개발했다.
스나이더척도(Snyder's scale)에서 0~8점은 낮은 자기감시 정도를 나타내며 13~25점은 높은 자기감시 정도를 나타낸다. 높은 자기감시를 가진 사람은 상황적 요구에 맞추어 쉽게 자신의 행동을 잘 바꾸며 대화 상대에 따라 자신의 믿음이나 의견 등을 바꾸기 쉽다. 반면 낮은 자기감시를 가진 사람은 이러한 능력이 떨어져 상황에 관계없이 자신의 의견과 태도를 유지하는 경향이 있다.
초기 연구에서 그는 스탠포드 대학의 학생들이 정신과에 입원한 환자보다는 자기감시의 등급이 상당히 높지만 배우들에 비해서는 매우 낮다는 것을 발견했다. 이에 따라 자기감시의 등급이 보편적 현상이 될 수 있는지에 대한 논쟁이 지속적으로 일어났다. 1980년대 요인 분석은 자기감시의 등급이 실제로 여러 차원을 측정하고 있다는 것을 가정했다. 가장 일반적인 3가지 요소의 해결책은 연기, 외향성, 기타 지향성으로 구성된다. 그 후 자기감시 등급은 본래의 척도보다 객관적이고 타당한 18개의 항목으로 개정되었고, 이는 자기감시 연구에서 광범위하게 사용되어 항목의 다각적 성격에 대한 합의는 이끌어냈지만 여전히 자기감시의 개념이 타당한가에 대한 다른 해석이 남아있다.

## 자기감시 정도에 따른 차이
자신을 잘 관찰하는 사람은 자기감시가 높은 사람으로 분류되고, 사회적인 신호와 상황적인 맥락에 잘 호응하는 방식의 태도를 취한다. 자기감시가 높은 사람은 타인에게 좋은 인상을 주고 긍정적인 피드백을 받으려는 시도를 하면서 자신의 이미지를 계획하는 ‘사회적인 실용주의자’로 여겨지는 경우가 많다. 그렇지만 자기감시가 높은 사람은 상황이나 상대방에 따라 자신의 믿음이나 의견을 바꾸기 쉽다.
자기감시가 높은 사람은 자신의 행동이 사회생활과 대인관계에 얼마나 적정한가에 대한 관심이 많으며 자신의 표출행동과 자기표현이 타인에게 어떻게 받아들여질 것인가에 민감하다. 자신의 언어적, 비언어적 자기표현의 감시수단으로서 상황단서를 이용하기도 한다. 때문에 높은 자기감시자는 상대적으로 리더의 자리에서 역할을 하기 쉽다. 또한 높은 자기감시를 가진 사람은 다른 사람들의 정보에 주의를 더 많이 기울이고 더 잘 기억하며 그들의 감정을 더 잘 읽을 수 있기 때문에 갈등상황에서 잘 대응할 수 있다. 상대적으로 더 많은 데이트를 하고 자신이 사랑하지 않는 사람과 관계를 가지는 것에 흥미가 있다. 연애를 하는 상대를 쉽게 속이기도 하며 매력적이거나 비사교적인 사람을 연애 상대로 정하는 경향이 있다. 한편 자기감시가 높은 사람은 감시를 통하여 자신이 학업에 도움이 되지 않는 일에 시간을 낭비하고 있다는 것을 쉽게 알아차릴 수 있다.
자기감시가 낮은 사람은 상황적인 타당성에 대한 걱정을 하지 않기 때문에 표현을 잘 조절하려 하지 않는다. 또한 이들은 사회적인 상황에 관계없이 자신의 기질, 믿음, 태도와 같은 내적인 특성에 맞게 일관되게 표현하는 경향이 있고, 사회적인 맥락을 잘 관찰하지 못한다. 이를테면 거짓말 같은 자신의 상태와 다른 자기표현에 능숙하지 못하고 자기표현에 대한 기술도 다양하지 않다. 자기감시 정도가 낮은 사람들은 타인에 대하여 자주 공격적이고, 단호하고, 무엇인가를 고집하는 경향이 있다. 이러한 것들은 비난, 거절, 화, 불안, 죄책감, 고립, 낙담, 낮은 자기개념 등을 불러일으킨다. 심지어 이들의 일관된 행동은 사회적인 상황을 매우 어색하게 만들어 극단적인 경우 친구나 동료, 고객 또는 직업을 잃는 상황을 초래할 수 있다. 자기감시 성향에 따른 불안수준의 차이에 대한 실험에 의하면 자기감시가 낮은 사람은 자기 감시가 높은 사람에 비해 특성적인 불안을 더욱 느끼는 경향이 있다. 특성불안은 환경적 상황을 위협적인 것으로 인지하는 성격적인 경향이고 상태불안은 걱정, 두려움 또는 긴장으로 조성되는 즉각적인 감정상태이다.

## 자기제시(Self-Presentation)
자기제시란 보다 좋게 평가 받기 위해서 자신의 모습을 수식하여 상대에게 전하는 것으로 말 뿐만 아니라 행동이나 표정을 사용하는 경우도 있으며 의식적, 무의식적으로 실시된다.
자기감시와 자기제시의 상관관계를 연구하기 위해 100명의 실험집단을 통해 실험한 결과 높은 자기감시성향의 사람들이 인상과 관련된 단어들에 노출되었을 때 긍정적인 개인행동을 하는 경향이 발견되었다. 이 실험의 결과 높은 자기감시가 자기제시에 대한 정보를 처리하는데 도움이 되며 더 강하게 인식되는 것으로 나타났다.
자기감시성향이 높은 사람들이 낮은 자기감시성향의 사람들보다 높은 성과를 보이는 측면은 다음과 같다.
1. 감정적인 표현에 대해 더 잘 판단할 수 있다.
2. 비언어적인 행동을 해석하는데 숙련되어있다.
3. 대인관계에 있어서 더 나은 성과를 보인다.
4. 자신들의 교류 상대방에 더 집중하며, 특정한 개념을 자신에게 집중하는 관중들에게 전달할 때 더 많은 정보를 찾아내고 고려한다.

특히, Tyler와 Kearns 그리고 McIntyres은 높은 자기감시경향의 사람들이 상호교류를 통해 사회적인 신호들과 정보를 더 잘 찾아내며, 또한 그들이 자신들의 행동에 이러한 정보를 어떻게 유용할 지를 판단하고, 이런 이유로 그들 스스로가 보여주길 원하는 자기제시나 이미지를 더 잘 표현하려는 경향이 있다고 주장한다. 한편, 높은 자기감시성향의 사람들은 그들의 자기제시를 이끌어주는 사회적인 정보에 의존한다. 이는 그들의 자기제시가 서로의 사회적 환경에 기인하여 달라지기 때문이다.
반면, 낮은 자기감시성향의 사람들은 대부분의 경우에서 자기 주변에서 나타나는 사회적 정보에 덜 민감한만큼, 원래 자기 모습 그대로 행동하며 그들이 보여주고자하는 자기제시의 유형을 가지고 있지 않다.

## 조직 및 업무 내에서
개인특성 변수인 자기감시성향이 높을수록 타인의 행동에 민감하며 조직 내 상황에 대한 통찰력을 가질 확률이 높다. 즉, 자기감시성향이 높은 사람들은 집단 구성원들과의 관계에서 적절한 행동을 하기 위하여 자신과 타인의 행동을 객관적이고 정확하게 관찰하며 집단 내 여러 사람들의 갈등까지 높게 지각한다.
또한 자기감시성향이 높은 사람들과 낮은 사람들은 경력과 관련된 행동에서 차이가 날 수 있다. 가령 자기감시성향이 높은 사람들은 낮은 사람들에 비해 TFT(Task Force Team)과 같이 부서 경계를 넘나드는 업무 (boundary-spanning jobs)에서 효과성을 발휘한다. 자기감시성향이 높은 사람들은 기본적으로 경력개발에 대해 관심이 많고 상사에게 사회적 자신을 드러내는데 유능하기 때문에승진을 빠르게 하는 경향이 있고 부서의 리더가 될 가능성이 높다. 또한 다양한 정보와 자원으로부터 이득을 얻기 위해 다양한 사람들과의 다채로운 관계를 선호하며 그 관계에서 발생되는 스트레스에 대한 관리 능력이 뛰어나다. 그러므로 자기감시성향이 높은 사람들은 빠른 승진 등을 통해 인정받고 싶어하며 이를 위해서 경력개발에 관련된 정보, 지식 그리고 다양한 사람들간의 관계를 적극적으로 선호하는 특성을 가진 것으로 볼 수 있다.
반면에 자기감시성향이 낮은 사람들은 승진이나 권력에 대한 욕구보다는 심리적 안정성, 동질성에 대한 욕구가 강하다. 따라서 다양한 사람들과의 다양한 관계를 선호하기보다는 자신의 성향과 동질적인 좁고 깊은 관계를 더욱 선호하는 특성을 가진다. 자기감시성향이 낮은 사람들의 경우에는 조직이나 가정에서 발생하는 개인의 고민이나 걱정에 대해 진정성을 가지고 도와줄 수 있는 상사의 존재여부가 매우 중요한 의미를 가질 것이다.

### 정서노동에서
고객의 다양한 욕구에 따라 개별화된 서비스를 제공해야하는 서비스직 종사원들에게 자기감시 능력은 중요한 개인특성이다. 높은 자기감시능력을 가진 종사원은 효과적인 인상 관리 전략을 사용하는 것에 능숙하다. 자기감시성이 높은 사람은 다른 사람의 행동에 민감하게 반응하고 사회적 반응행동에 있어서도 유연하기 때문에 자기감시성이 낮은 사람보다 타인에게 우호적 인상을 연출하기 위한 인상관리전략을 효과적으로 활용하며 문제해결 행동을 많이 수행하는 경향이 있다. 반면에 자기감시성이 낮은 사람은 상대방의 정보에 대해 관심을 가지지 않고 개인 특성이나 기질 같은 내적상태에 따라 행동하게 되므로 대체적으로 일관된 태도와 행동을 보이고 환경변화에도 행동을 쉽게 변경하지 못한다. 그러므로 자기감시성은 다양한 사회적 상호작용을 요구하는 직무와 밀접한 관련이 있다.
경계연결역할에서 근무하는 종사원의 경우에 높은 자기감시성은 직무성과와 직무만족에 긍정적 영향을 준다.
서비스 종사원이 경험하는 감정노동으로 인한 부정적 영향은 종사원의 자기감시능력에 따라 조절될 수 있다. 높은 자기감시능력을 가진 사람은 타인의 생각과 감정을 더 잘 알며 자기표현의 사회적 적절성에 민감하고 타인에 대한 우호적인 인상을 주기 위해 행동과 언어를 변경하기 때문에 상대적으로 다. Hochschild에 의하면 정서 노동은 종업원이 자신의 정서를 무시하고 기업이 요구하는 정서 요구를 일방적으로 따르는 표면행위와 표현해야 하는 정서를 진정으로 느끼고자 의식노력을 하는 내면행위가 수반된다. 표면행위는 진짜 정서와 표현정서의 격차로 인한 불일치를 경험하고, 내면행위는 의식적인 노력과정에서 지속적으로 정서 자원을 소모하기 때문에 정서노동으로 인한 피로와 스트레스가 발생한다. 하지만 이 과정에서 자기감시 특성은 두 전략의 구사에 소모되는 에너지를 줄여주기 때문에 정서노동으로 인해 발생하는 스트레스를 적게 경험하고 더 쉽게 직무활동에 몰입하는 경험을 가져올 수 있다.
자기감시성이 정서노동에 영향을 미친다는 주장으로는 자기감시성이 높은 사람일수록 자신이 느끼지 못하는 정서를 보다 잘 표현할 수 있기 때문에 자기감시성은 표면행동에만 영향을 줄 것이라고 주장과 자기감시성은 표면행동에는 영향을 주지 않지만 내면행동에 정(+)의 영향을 준다는 연구 결과가 있다.

## 중재(Intervention)
중재란 사회 연구 및 사회 정책에서 효과적인 결과를 얻기 위해 상황에 개입하는 의사 결정 문제를 언급하는 용어이다. 조직이론에서는 집단 사건, 기획활동 또는 개인의 내적 갈등 사이에 개입하는 것을 뜻한다. 개인에게 있어서 자기감시를 통한 중재는 행동을 변화시키는데 있어서 효과적인 역할을 한다. 학교나 직장에서 원활하게 적응하기 위한 방법으로서 자기감시를 통한 중재방법은 다양한 방식으로 구성될 수 있다. 자기감시를 위한 도구의 선택은 주로 개인의 필요와 개입이 필요한 환경에 따라 결정된다.

### 교육차원
자기감시 중재는 학생들이 자신의 행동을 인식하고 추적 할 수 있게 만들기 때문에 다양한 범위의 학업 능력, 자립 기술, 행동 문제 및 사회적 행동을 목표로 하는데 있어서 효과가 있다. 따라서 자기감시는 유아기에서 성인기까지 학생들에게 유용하며, 다양한 수준의 인지 기능을 가진 사람들에게 교육시킬 수 있다.
행동적, 학업적 어려움을 겪고 있는 학생들은 일반적으로 자신의 행동에 대한 인식과 이해, 그리고 자신의 행동이 타인에게 주는 영향의 인식에 대해서도 제한적이다. 그렇기 때문에 자기감시능력의 개발을 통한 중재는 장애가 있는 개인이 다른 사람들의 지시에 덜 의존하게 하는 독립적 기능을 촉진시키게 만드는데 효과적이다.
자기감시 전략은 학업, 행동, 자립 및 사회 분야에서 독립적인 기능을 향상시키는 데 사용될 수 있다. 자기감시 기술이 증가하면 타인의 개입 없이도 원하지 않는 행동에 대한 감소가 일어난다. 자기감시 전략은 학생의 바람직하지 않은 행동을 줄이는 데 초점을 맞추기보다는 적절한 행동을 증가시키는 기술을 개발하게 한다. 이 부수적인 행동의 변화는 교사와 학부모가 여러 행동들을 효율적인 개입으로 처리할 수 있게 한다.
자기감시 중재 계획 수립과 관련된 다섯가지 단계:
1. 목표 행동을 확인한다
2. 자체 모니터링 시스템을 선택 및 설계한다
3. 강화인자를 선택하고 학생이 그것을 어떻게 얻게 될지 결정한다
4. 학생에게 시스템 사용법을 가르친다
5. 중재에서 성인의 역할을 약화시킨다[45]

### 조직차원
중재는 조직의 업무 성과를 향상시키기 위해 구성원 개별적 또는 팀단위에 적용되는 학습 과정중 하나이다. 일반적인 중재는 설문 조사, 태도 조사, 인터뷰, 조직 구성원 간의 회의 등의 방법을 통해서 이루어지며 그 대상은 개인과 팀 또는 그룹과 그룹 간의 관계 및 조직 전체를 다루기 위해 이용된다. 이 중 자기감시를 통한 중재는 개인의 효율성을 향상시키는데 주로 사용된다. 자기감시의 결과로 직무에 있어서 책임감과 업무를 효율적으로 수행하는 방법을 터득할 수 있다.

## 같이 보기
- 자기노출

## 참고 문헌
- Snyder, M. & J. Copeland(1989), "Self-monitoring processes in organizational settings," in R. A. Giacalone & P. Rosenfeld(Eds.), Impression Management in the Organization, Hillsdale, N.J.: Erlbaum, 7-19
- Kilduff, M. & D. V. Day(1994), "Do chameleons get ahead? The effects of self-monitoring on managerial careers," Academy of Management Journal, 37(4), 1047-1060
- Samenfink, W. H.(1994), "A quantitative analysis of certain interpersonal skills required in the service encounter," Journal of Hospitality & Tourism Research, Vol. 17 No. 2, pp. 1-15
- Turnley, W. H. and Bolino, M. C.(2001), "Achieving desired images while avoiding undesired images: Exploring the role of self-monitoring in impression Management", Journal of Applied Psychology, Vol. 86 No. 2, pp. 351-360
- Gangestad, S. W. and Snyder, M.(2000), “Self-monitoring: Appraisal and reappraisal," Psychological Bulletin, Vol. 126 No. 4, pp. 530-555 ; Turnley, W. H. and Bolino, M. C.(2001), "Achieving desired images while avoiding undesired images: Exploring the role of self-monitoring in impression Management", Journal of Applied Psychology, Vol. 86 No. 2, pp. 351-360
- Baron, R. A.(1989), "Personality and organizational conflict: Effects of the type a behavior pattern and selfmonitoring," Organizational Behavior and Human decision Processes, Vol. 44 No. 2, pp. 281-296
- Krosnick, J. A. and Sedikides, C.(1990), "Self-monitoring and self-protective biases in use of consensus information to predict one's own behavior," Journal of Personality and Social Psychology, Vol. 58 No. 4, pp. 718-728
- Caldwell, D. F. and O’Reilly, C. A.(1982), “Boundary spanning and individual performance: The impact of self-monitoring," Journal of Applied Psychology, Vol. 67 No. 1, pp. 124–127
- Moser, K. and Galais, N.(2007), "Self-monitoring and job performance: The moderating role of tenure," International Journal of Selection and Assesment, Vol. 15 No.1, pp. 83-93 ; Rafaeli, A. and Sutton, R, I.(1987), "Expression of Emotion As Part of the Work Role" Academy of Management Review, Vol. 12 No. 1, pp. 23-37
- Flynn, F. J., Reagans, R., Amanatullah, E. T. and Ames, D. R.(2006), "Helping one's way to the top: Self-monitors achieve status by helping others and knowing who helps whom," Journal of Personality and Social Psychology, Vol. 91 No. 6, pp. 1123-1137
- Wharton, A.(1993), "The affective consequences of service work: managing emotions on the Job," Work and occupations, Vol. 20 No, 2, pp. 205-232
- Hochschild, A. R. (1979). Emotion Work, Feeling Rules, and Social Structure. American Journal of Sociology, 85(3), 551-575 ; Hochschild, A. R. (1983). The Managed Heart. Berkeley: University of California Press
- Diefendorff, J. M., Croyle, M. H., & Gosserand, R. H. (2005). The dimensionality and antecedents of emotional labor strategies. Journal of Vocational Behavior, 66(2), 339-357
- Brotheridge, C. M., & Lee, R. T.(2003). "Development and validation of the Emotional Labour Scale.“ Journal of O ccupational Psychology , 76, 365-379
- Bono, J. E., & Vey, M. A.(2007), "Personality and emotional performance: Extraversion, neuroticism, and self-monitoring," Journal of Occupational Health Psychology , 12(2), 177-192
- Snyder, M., Berschedi, E., & Glick, P. (1985). Focusing on the exterior and the interior: Two Investigations of the initiation of personal relationships. Journal of Personality and Social Psychology, 48, 1427-1439
- Snyder, M. & Gangestad, S. (2000). Self-monitoring: Appraisal and reappraisal. Psychological Bulletin, Vol. 126, No. 4, 530–55
- Eby, L. T., Cader, J., & Noble, C. L. (2003). Why do high self-monitors emerge as leaders in small groups? A comparative analysis of the behaviors of high versus low self-monitors. Journal Of Applied Social Psychology, 33(7), 1457-1479. doi:10.1111/j.1559-1816.2003.tb01958.x
- Sanderson, C. A. (2010). Social psychology. Hoboken, N.J.: Wiley
- 조직의 정서표현규칙이 종업원의 직무태도에 미치는 영향: 정서노동 전략 의 매개효과를 중심으로. 한국심리학회지: 산업 조직, 23(1), 27-51
- 이랑, 김완석, 신강 (2006). 직무탈진과 직무열의의 요구-자원 모델에서 정서노동 전략의 역할: 콜센터 상담원을 상으로. 한국심리학회지: 산업 및 조직, 19(4), 573- 596
- 선희. (2013.08). 부하의 상향적 영향력 진술이 태도와 성과에 미치는 영향: 부하 특성인 자기감시성향의 효과를 중심으로
- 박주영. (1998). 완벽주의와 자기-감시가 불안에 미치는 영향
- 박윤자. (2003). 동기, 자기감시, 자기효능감이 학업 지연성향과 영어 읽기, 쓰기 학업 성취도에 미치는 영향